# Informacioni sistem o hazardnim materijalima u poslovnim prostorima
Informacioni sistem o opasnim materijalima u poslovnim prostorima, (engl. Workplace Hazardous Materials Information System (WHMIS), (fr. Système d'information sur les matières dangereuses utilisées au travail (SIMDUT)) je kanadska nacionalna organizacija za klasifikaciju opasnih materijala. Ona je odgovorna kanadskom Ministarstvu zdravlja. Osnovni elemenati sistema upozorenja su: etiketiranje kontejnera, obezbeđivanje sigurnosnih lista i programske obuke.

## Literatura
1. ↑  „Les Signaux de danger du WHMIS”.
2. ↑  „Vebsajt od WMHIS”. (језик: енглески)
3. ↑  Kanadsko Ministarstvo zdravlja